# 297P/Beshore
297P/Beshore è una cometa periodica appartenente alla famiglia delle comete gioviane. La cometa è stata scoperta il 6 maggio 2008 dall'astronomo statunitense Edward Beshore, la sua riscoperta al successivo passaggio al perielio ha permesso di numerarla definitivamente. Unica particolarità di questa cometa è la possibilità che abbia avuto un notevole outburst nei giorni precedenti alla sua scoperta.